# Shunta Tanaka
Shunta Tanaka (田中 駿汰 Tanaka Shunta?), född 26 maj 1997 i Osaka prefektur, är en japansk fotbollsspelare.
Shunta Tanaka spelade 1 landskamper för det japanska landslaget.